# 下ドナウ帝国大管区

下ドナウ帝国大管区
Reichsgau Niederdonau (ドイツ語)

国の標語: Ein Volk, ein Reich, ein Führer（ドイツ語）
一つの民族、一つの国家、一人の総統国歌: Das Lied der Deutschen（ドイツ語）
世界に冠たるドイツ
党歌: Die Fahne hoch（ドイツ語）
旗を高く掲げよ

ナチス・ドイツの地図

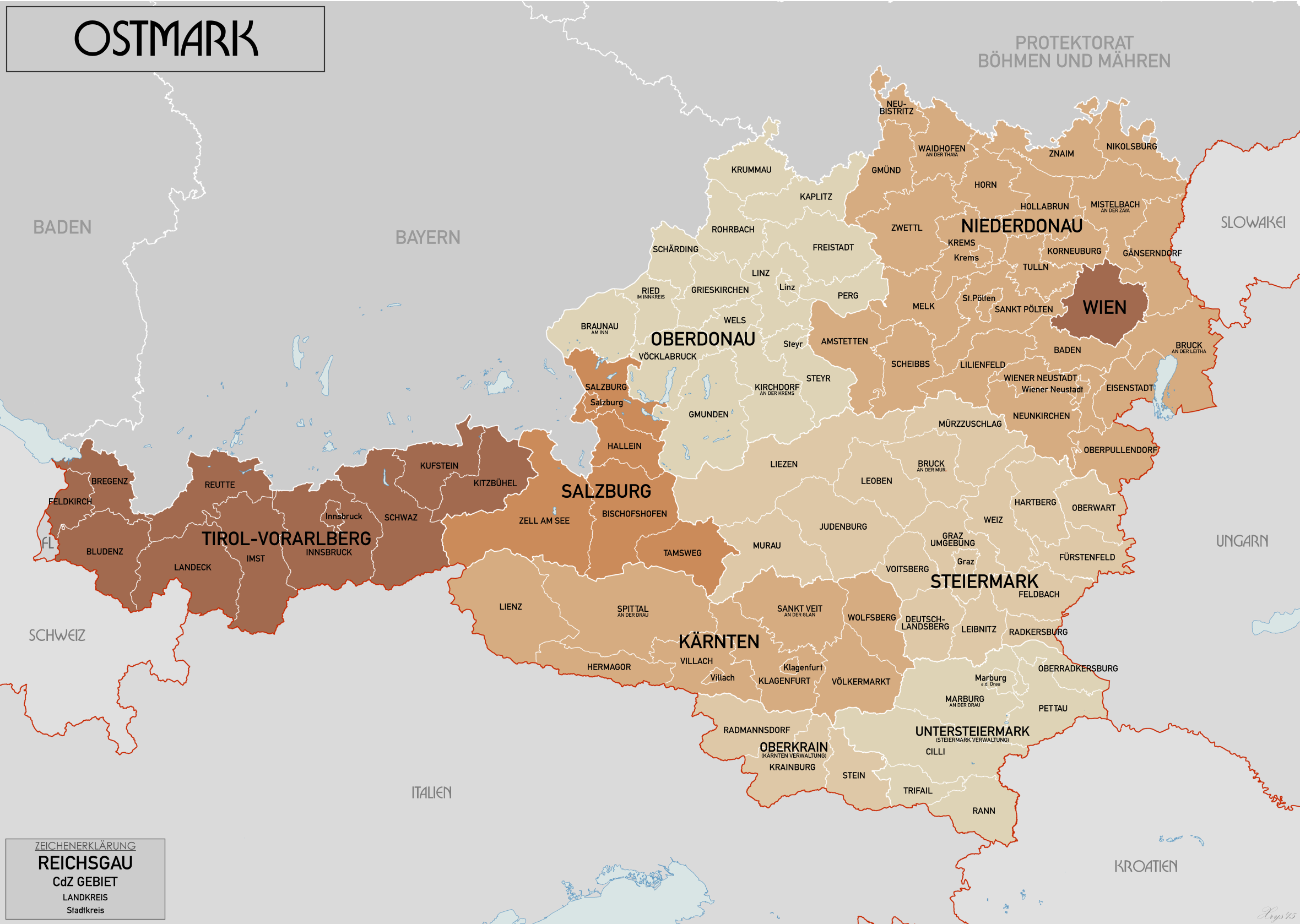
オストマルク帝国大管区群（1941年）：帝国大管区、地方および都市部

下ドナウ帝国大管区またはニーダードナウ帝国大管区（独: Reichsgau Niederdonau）は、1938年にアンシュルスによりドイツに併合されたオーストリアの領域にナチス・ドイツが置いた7つの帝国大管区の1つである。ニーダーエスターライヒ州の一部、ブルゲンラント州の一部、ボヘミア南東部およびモラヴィア南部からなる。1939年に公布されたオストマルク法に基づいて設置され、1945年まで存続した。1939年から1942年まで、オーストリアの領域に置かれた7つの帝国大管区は総称してオストマルク帝国大管区群と呼ばれていたが、1942年にはさらにオーストリアの印象を薄めるべくドナウ＝アルプス帝国大管区群に改称された。

## 成立
ナチ党は1925年に大管区制度を導入し、1927年にはオーストリア・ナチスにも引き継がれた。ニーダーエスターライヒ大管区の大管区指導者にはヨーゼフ・レオポルトが任じられた。ナチ党の権力掌握と、それに続く強制的同一化により、党の地方組織に過ぎなかった大管区は、1933年以降はプロイセン自由州などの旧来の州に代わる行政単位となっていった。1938年にオーストリアが併合されると、オストマルク法により1939年5月1日にオーストリアの国土は7つの帝国大管区に分割された。
すべての帝国大管区で大管区指導者が長となった。第二次世界大戦の勃発により、大管区指導者が全国防衛委員を兼務することになるに及んで、その権力は絶頂に達した。大管区指導者は、宣伝、監視、強制労働、さらには1944年9月に新設された国民突撃隊をも所管した。大管区都は、当初クレムス・アン・デア・ドナウに置かれ、1938年にはウィーン9区にあり多くのユダヤ人学生が通ったギムナジウム・ヴァサガッセに移転した。クレムスを拡張する計画もあったが、戦争のため頓挫した。
1938年10月15日にはニーダーエスターライヒ州から97の自治体が分離され、ウィーンと統合されて大ウィーンとなった。大ウィーンは面積でドイツ国内最大、人口でも大ベルリンに次いで第二位の大都市となった。一方、解体されたブルゲンラント州からアイゼンシュタット、ノイジードル・アム・ゼー、マッテルスブルク、オーバープレンドルフがニーダーエスターライヒ州に編入された。さらに1939年1月9日には、併合されたチェコスロバキアから南モラヴィアの7地区と、グミュントおよびテーベン（ブラチスラヴァ近郊、現在のスロバキア・デヴィーン）が編入された。
1937年には、ローマン・イェーガーがニーダーエスターライヒ大管区の大管区指導者となった。ニーダーエスターライヒ大管区は1938年にニーダードナウ大管区に改称され、1939年5月1日に下ドナウ帝国大管区に再編された。下ドナウ帝国大管区の大管区指導者にはフーゴ・ユーリーが任じられ、1940年からは国家代理官、1942年からさらに全国防衛委員を兼務した。大管区指導者代理はカール・ゲルラント、州知事たる国家代理官の代理はエーリヒ・グリューバーであった。
1939年4月には、大管区指導者に助言を行う大管区評議会の評議員として、以下の5名が任じられた。
- アロイス・フォルスト（ドイツ労働戦線大管区長）
- フランツ・レーリング（国家社会主義公共福祉大管区部長）
- ルートヴィヒ・ウール（リリエンフェルト郡長）
- フェルディナント・ウルツ（ウィーナー・ノイシュタット郡長）
- ヴァルター・ヴォルフ（大管区農政部長）

## 行政単位
1938年の終わりに、ニーダードナウ大管区は21の管区（Kreis）、633の地区（Ortsgruppe）、2119の細胞（Zell）、8085の戸口（Block）に分割されていた。
これは何度か変更された末、1939年に以下の行政単位に再編された。

### 市
1. クレムス（大管区都）
2. ザンクト・ペルテン
3. ウィーナー・ノイシュタット

### 郡
1. アムシュテッテン郡
2. バーデン郡
3. ブリュック・アン・デア・ライタ郡
4. アイゼンシュタット郡
5. ゲンゼルンドルフ郡
6. グミュント郡
7. ホラブルン郡
8. ホルン郡
9. コルノイブルク郡
10. クレムス郡
11. リリエンフェルト郡
12. メルク郡
13. ミステルバッハ・アン・デア・ツァーヤ郡
14. ノイビストリッツ郡
15. ノインキルヒェン・イン・ニーダードナウ郡
16. 二コルスブルク郡
17. オーバープレンドルフ郡
18. ザンクト・ペルテン郡
19. シャイプス郡
20. トゥルン郡
21. ヴァイトホーフェン・アン・デア・ターヤ郡
22. ウィーナー・ノイシュタット郡
23. ズナイム郡
24. ツヴェットル郡

### 国会議員
以下の人物がドイツ国会にドナウ＝アルプス帝国大管区の代表として議席を持っていた。
- ヨハン・エーゼル：1941年4月2日まで。
- コンラート・ハムメッター：ヨハン・エーゼルの後任。1941年4月2月から1941年12月20日まで。
- ヘルマン・ライジンガー：コンラート・ハムメッターの後任。1941年12月20日から。
- ハンス・ヒードラー：1941年10月15日まで。
- ルートヴィヒ・ウール：ハンス・ヒードラーの後任。1941年10月15日から。
- ローマン・イェーガー
- フーゴ・ユーリー
- フランツ・シュミット
- カール・シュトラスマイアー

### 1945年以降
ナチズムが崩壊すると、ニーダーエスターライヒ州に新た州当局が置かれた。1945年のナチ党禁止法により84,795人の国家社会主義者を登録され、そのうち約2,000人のナチ党員が逮捕された。1947年の改正ナチ党禁止法により、6,920人が危険性大、76,400人が危険性小と分類された。